# Homole (szczyt w Pieninach)
Homole (732 m, 726 m) – mało wybitny szczyt w Małych Pieninach położony nad słynnym Wąwozem Homole, w którym znajduje się rezerwat przyrody Wąwóz Homole. Szczyt Homole nie leży już na terenie tego rezerwatu. Wraz z wyżej położoną Skałą znajduje się w bocznym grzbiecie oddzielającym Dunantowską Dolinkę od doliny Koniowiec. Jest w większości porośnięty mieszanym lasem bukowo-świerkowym. Na południowo-wschodnich stokach poniżej wierzchołka znajduje się dolna część polany Kiczera (Niżnia Kiczera) z jedynym w całej okolicy domem. Na polanie tej i na Polanie pod Wysoką prowadzony jest kulturowy wypas. Szczyt odwadniany jest przez potok Koniowiec (po zachodniej stronie) i Kamionkę (po wschodniej stronie), obydwa są dopływami Grajcarka.
Homole znajduje się w miejscowości Jaworki w województwie małopolskim, w powiecie nowotarskim, w gminie miejsko-wiejskiej Szczawnica.